# Лилейник
Лиле́йник, или Красодне́в (лат. Hemerocállis) — род растений подсемейства Лилейниковые семейства Асфоделовые (Asphodelaceae).

## Название
Название рода Hemerocallis происходит от греч. ἡμέρα — «день, сутки» и καλός — «красивый», что связано с краткосрочностью цветения большинства видов: каждый цветок обычно цветёт один день.

## Распространение
Виды рода распространены на Дальнем Востоке: в Китае, Корее, Японии, южных районах российского Дальнего Востока, а также в южных районах Восточной Сибири до верховий Оби на западе.
В культуре повсеместно.

## Биологическое описание
Многолетние травянистые корневищные растения. Вечнозелёный вид один — Hemerocallis aurantiaca.
Корни шнуровидные, часто мясистые, утолщённые, иногда образуют столоны.
Листья двурядные, широколинейные, цельнокрайные, прямые или дуговидно изогнутые.
Цветки крупные, в основном жёлтые, оранжевые, розовые, красновато-коричневые, чаще воронковидные, шестираздельные с небольшой трубкой, собраны по 2—10 в раскидистые соцветия. Одновременно раскрываются 1—3 цветка. Продолжительность цветения цветка 1—2 дня. Некоторые виды цветут ночью. Общая продолжительность цветения взрослого растения около 25 дней.
Цветоносы облиственные, до 100 см высотой, обычно возвышаются над листьями. В декоративном цветоводстве виды и гибриды принято делить на условные группы по длине цветоноса: низкие — до 30 см, средние — 30—60 см, полувысокие — 60—90 см и высокие — свыше 90 см.
Плод — трёхгранная коробочка с немногочисленными чёрными блестящими семенами.

## Виды и естественные гибриды

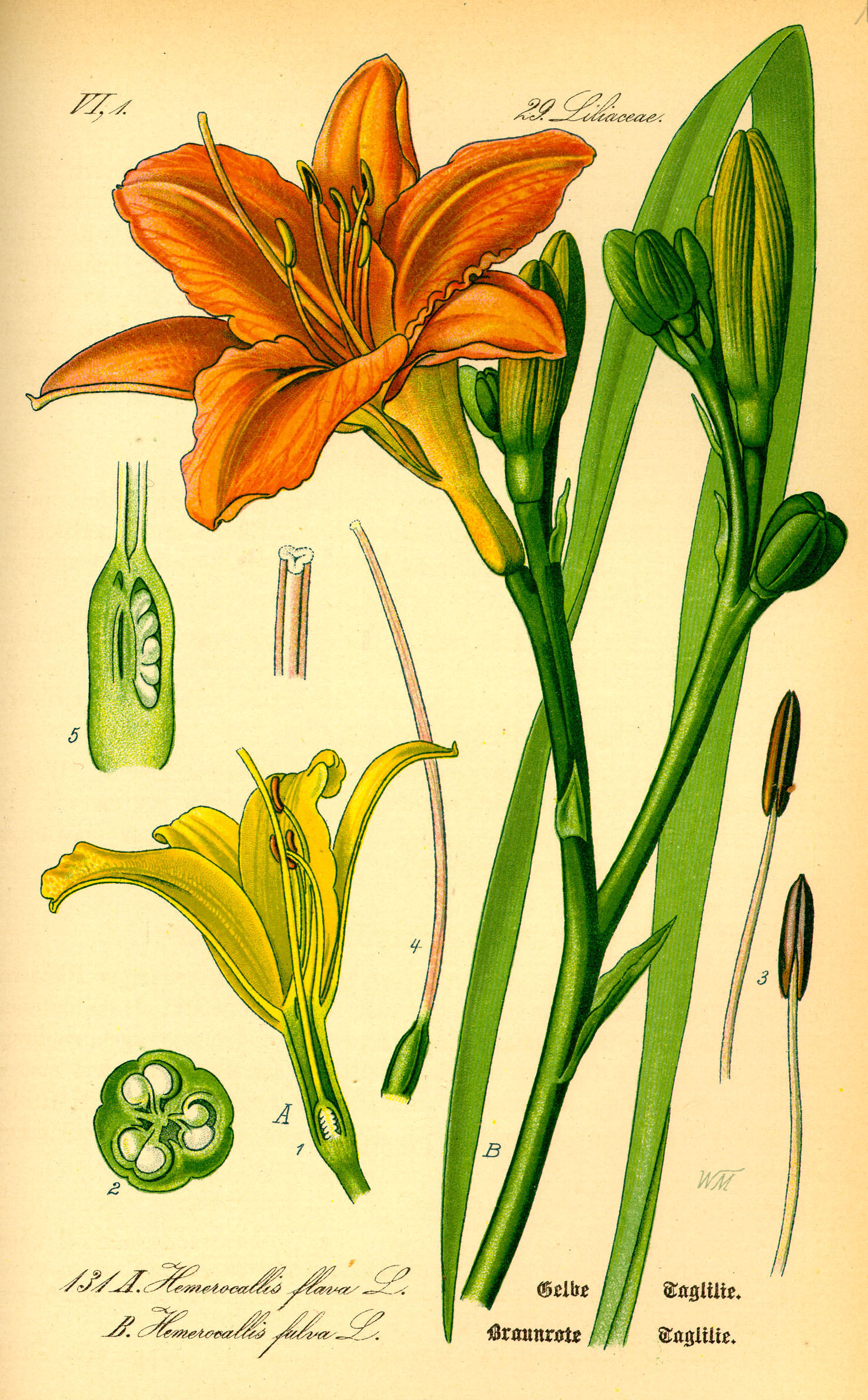
Лилейник жёлтый (A) и Лилейник буро-жёлтый (B).

По информации базы данных The Plant List, род включает 20 видов:
- Hemerocallis citrina Baroni — Лилейник лимонно-жёлтый
- Hemerocallis darrowiana S.Y.Hu
- Hemerocallis dumortieri E.Morren — Лилейник Дюмортье
- Hemerocallis esculenta Koidz.
- Hemerocallis × exilis Satake
- Hemerocallis × fallaxlittoralis Konta & S.Matsumoto
- Hemerocallis forrestii Diels — Лилейник Форреста
- Hemerocallis fulva (L.) L. — Лилейник буро-жёлтый
- Hemerocallis hakuunensis Nakai
- Hemerocallis hongdoensis M.G.Chung & S.S.Kang
- Hemerocallis lilioasphodelus L. typus[2] — Лилейник жёлтый
- Hemerocallis littorea Makino
- Hemerocallis middendorffii Trautv. & C.A.Mey. — Лилейник Миддендорфа
- Hemerocallis minor Mill. — Лилейник малый
- Hemerocallis multiflora Stout
- Hemerocallis nana W.W.Sm. & Forrest — Лилейник карликовый
- Hemerocallis plicata Stapf — Лилейник складчатый
- Hemerocallis taeanensis S.S.Kang & M.G.Chung
- Hemerocallis thunbergii Barr — Лилейник Тунберга
- Hemerocallis yezoensis H.Hara — Лилейник иезский

## Использование
Лилейники используются в декоративном цветоводстве в одиночных и групповых посадках, в миксбордерах. Наиболее эффектно смотрятся в саду современные тетраплоидные сорта лилейников. Их кусты быстро разрастаются, дают более крупные цветы и отличаются большим разнообразием окраски лепестков.
В странах Азии, таких как Китай, Корея, Япония, Вьетнам, Филиппины, свежие и сушёные бутоны и цветки нескольких видов лилейников традиционно употребляются в пищу в варёном и тушёном виде. В Индии кроме цветков едят сырые и варёные молодые листья и клубни лилейников. Растение используется в народной медицине.

## Фитотоксичность
Различные виды Hemerocallis (лилейники) нефротоксичны для кошек и вызывают аналогичные клинические признаки, как и Lilium spp.

## В культуре
В культуре пластичен. Может расти в тени и полутени, но только на хорошо освещённом участке его цветение будет массовым и обильным. У многих гибридных сортов цветок полностью открывается только под ярким солнцем.
Прямые солнечные лучи должны освещать растения не менее шести часов в день. Почва должна быть обработана на глубину не менее 30 см. Предпочтительна весенняя посадка, но можно пересаживать летом не позднее августа. Расстояние между растениями 40—60 см.
Начало вегетации раннее, с момента установления положительных ночных температур. В условиях лета средней полосы России лилейники не успевают полностью закончить вегетацию, и листья гибнут из-за заморозков. Период зимнего покоя короткий, 1,5—2 месяца. При выборе сортов для коллекции в зоне рискованного земледелия желательно использовать только зимостойкие сорта и с ранне-средними сроками цветения. Размножаются семенами и вегетативно. Деление кустов производится весной.

## Селекция

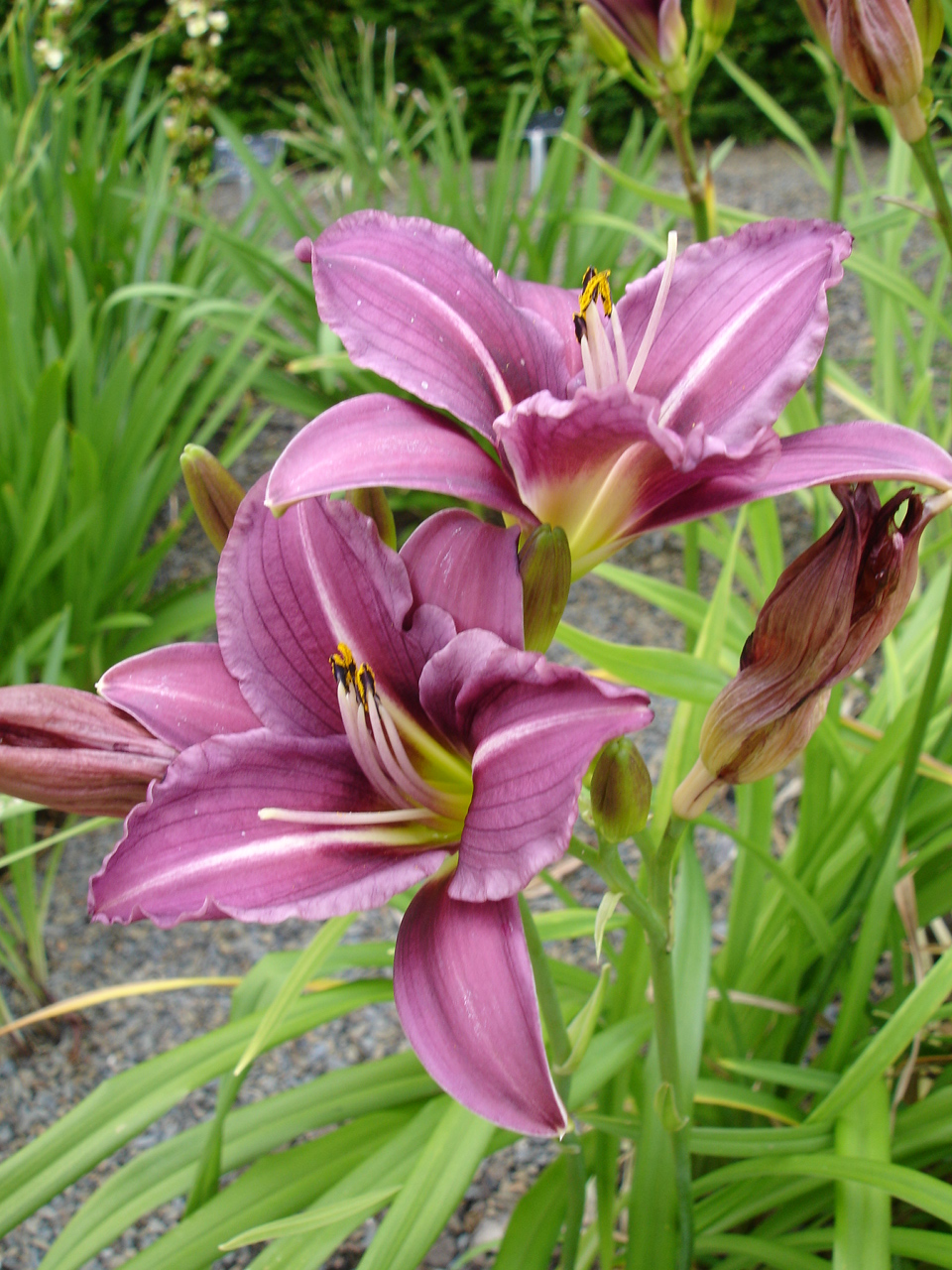
Лилейник 'Little Wart'

Первый гибридный лилейник 'Apricot' был создан в 1893 году Джорджем Йельдом (D. Yeld) путём скрещивания двух диких видов — жёлтого и рыжего.
Первый спайдер 'Crimson Pirate' создан в 1951 году в США.
В 1975 году в мире насчитывалось более пятнадцати тысяч гибридов лилейников.
К 2004 году их было зарегистрировано уже более 40 тысяч. Выведенные сорта регистрируются Американским Обществом Лилейников — AHS. Кроме наличия разнообразных окрасок современные сорта лилейников могут иметь интересные геометрические рисунки, рюши и зубья на краях лепестков; существуют махровые сорта.
Группа гибридов с лепестками, имеющими соотношение длины к ширине 4:1 или более, называются спайдерами (англ. spider). Сорта с устойчивыми цветоносами: 'Velvet Ribbons', 'Pink Rain Dancer', 'Firebird Suite', 'Mint Octopus', 'Wildwookie', 'Unidentified Flying Object', 'Rolling Raven', 'Scarecrow', 'Screamcicle', 'Spider Fingers'.

## Некоторые сорта
- 'Baby Red Eyes'
- 'Bonanza'
- 'Catherine Woodbery'
- 'Hyperion'
- 'Fireborn'
- 'Front Runner'
- 'Ribbonette'